# Човешки флаг
Човешки флаг или човешко знаме (на английски: human flag) е силово упражнение, при което тялото е успоредно на земята и се поддържа само на ръце, захванати за вертикален лост. Трикът изисква изпълнителят да има обширна сила в горната част на тялото.

## Техника
За да бъде стойката стабилна, долната ръка обикновено е обърната назад (в подхват) и е изпъната, за да може да „избута“ тялото нагоре. Горната ръка е обърната напред (в надхват) и „дърпа“ тялото, за да поддържа неговото паралелно положение спрямо земята.
По-лесните вариации, използвани при начинаещите, включват вертикален флаг, при който краката са изпънати нагоре, или хоризонтален, но с разкрачени или присвити крака. И в трите случая се облекчава натиска върху корема и се прави задържането много по-лесно.
По-широкият хват също прави упражнението по-лесно за изпълнение.

## Вариации
Освен стандартния човешки флаг съществуват и някои други вариации като:
- паралелен флаг;
- вертикален флаг;
- заден флаг;
- драконов флаг;

## Световен рекорд
Световният рекорд за най-дълго държано човешко знаме е 1 минута и 5 секунди от Уанг Чжунхуа.

## Галерия
- Паралелен флаг
- Заден флаг
- Драконов флаг
- Вертикален флаг